# Südostpirkanmaa
Die Verwaltungsgemeinschaft Südostpirkanmaa (finnisch Kaakkois-Pirkanmaan seutukunta) ist eine ehemalige Verwaltungsgemeinschaften (seutukunta) in der finnischen Landschaft Pirkanmaa. Sie wurde Anfang 2011 aufgelöst.
Als 1992 die Verwaltungsgemeinschaften in Finnland eingeführt wurden, bestand die Verwaltungsgemeinschaft Südostpirkanmaa aus den Gemeinden Kuhmalahti, Luopioinen, Pälkäne und Sahalahti. 2005 wurde Sahalahti nach Kangasala eingemeindet und wechselte so in die Verwaltungsgemeinschaft Tampere. 2007 wurde die Gemeinde Luopioinen in Pälkäne eingemeindet. 2011 wurde auch Kuhmalahti nach Kangasala eingemeindet und wechselte dadurch ebenfalls in die Verwaltungsgemeinschaft Tampere. Auch die einzige verbliebene Gemeinde Pälkäne schloss sich der Verwaltungsgemeinschaft Tampere an, sodass die Verwaltungsgemeinschaft Südostpirkanmaa aufhörte zu existieren.